# Aschtschissu (Schagan)
Der Aschtschissu (russisch Ащису) ist ein rechter Nebenfluss des Schagan im Nordosten von Kasachstan.
Der Aschtschissu entspringt im östlichen Bereich der Kasachischen Schwelle. Er fließt anfangs in westlicher Richtung. Später wendet er sich nach Südwesten und passiert den Ort Uschbiik. Danach ändert der Aschtschissu seinen Kurs nach Nordwesten. Schließlich erreicht er 100 km südwestlich von Semei den Schagan. 
Der Aschtschissu hat eine Länge von 349 km. Sein Einzugsgebiet umfasst 18.100 km². Der Fluss wird von der Schneeschmelze gespeist. Der Aschtschissu fällt häufig trocken.